# Harry Potter and the Order of the Phoenix
Harry Potter and the Order of the Phoenix (Brasil: Harry Potter e a Ordem da Fênix / Portugal: Harry Potter e a Ordem da Fénix) é o quinto livro dos sete volumes da série de fantasia Harry Potter, tanto em termos cronológicos como em ordem de publicação, da autora inglesa J. K. Rowling. O livro narra as lutas de Harry e seus colegas durante o quinto ano na Escola de Magia e Bruxaria de Hogwarts, que incluem a aparição sub-reptícia do antagonista Lorde Voldemort e a preparação para os NOMs (acrônimo para Níveis Ordinários em Magia, são testes realizados por alunos do quinto ano). Após Harry presenciar o ressurgimento de Voldemort e lutar com ele no ano anterior, o Ministério da Magia e o Profeta Diário iniciam durante as férias de verão uma campanha para desacreditar Harry e Dumbledore perante a comunidade mágica sobre o retorno do bruxo das trevas.
O livro foi primeiramente publicado no Reino Unido e nos Estados Unidos em junho de 2003, pelas editoras Bloomsbury e Scholastic, respectivamente. Em Portugal, a editora Presença foi responsável pelo lançamento do livro em outubro de 2003. No Brasil, o livro foi lançado pela editora Rocco em novembro do mesmo ano. Segundo a autora, o livro é "muito mais obscuro" do que os anteriores. O romance, que é o maior livro da série, se tornou na época o livro mais vendido da história com mais de cinco milhões de cópias vendidas nas primeiras 24 horas do lançamento e desde então já vendeu mais de 55 milhões de cópias. O volume ganhou diversos prêmios, dentre eles o British Book Awards.
A adaptação cinematográfica do livro, dirigida por David Yates, foi lançada em 2007 e arrecadou mais de 939 milhões de dólares, assegurando sua entrada na lista de filmes de maior bilheteria. Também foi lançado um jogo eletrônico baseado no filme para diversas plataformas, que recebeu críticas positivas.

## Enredo

### Trama
Durante mais um verão passando as férias na casa dos tios, Harry Potter e seu primo Dudley são atacados por dois dementadores perto de casa à noite. Para salvar a si e ao primo, Harry usa um feitiço do patrono e ao chegar em casa carregando o primo, Harry recebe uma carta do Ministério da Magia comunicando sua expulsão da Escola de Magia e Bruxaria de Hogwarts por usar a magia fora da escola, mas logo em seguida essa decisão é rescindida em outra carta, que comunica que Harry deverá comparecer a uma audiência no Ministério dali a algumas semanas. Alguns dias depois desse evento, Harry é resgatado da casa dos tios por um grupo peculiar de bruxos liderado pelo ex-auror Olho-Tonto Moody e o ex-professor de Defesa Contra as Artes das Trevas de Harry, Remo Lupin. Esse grupo o leva para o Largo Grimmauld, 12, uma casa bruxa sombria e mofada que pertence ao padrinho de Harry, Sirius Black e que também serve como a sede da Ordem da Fênix, uma organização secreta de bruxos adultos liderados por Alvo Dumbledore que lutam contra Voldemort e os Comensais da Morte. Durante sua estada no Largo Grimmauld, Harry, Rony e Hermione são informados parcialmente sobre os planos e ações do Lorde das Trevas, que ele está buscando avidamente uma arma que poderia alçá-lo ao poder. Harry descobre então sobre a campanha difamatória que o Ministério e o Profeta Diário estão fazendo contra ele e Dumbledore.

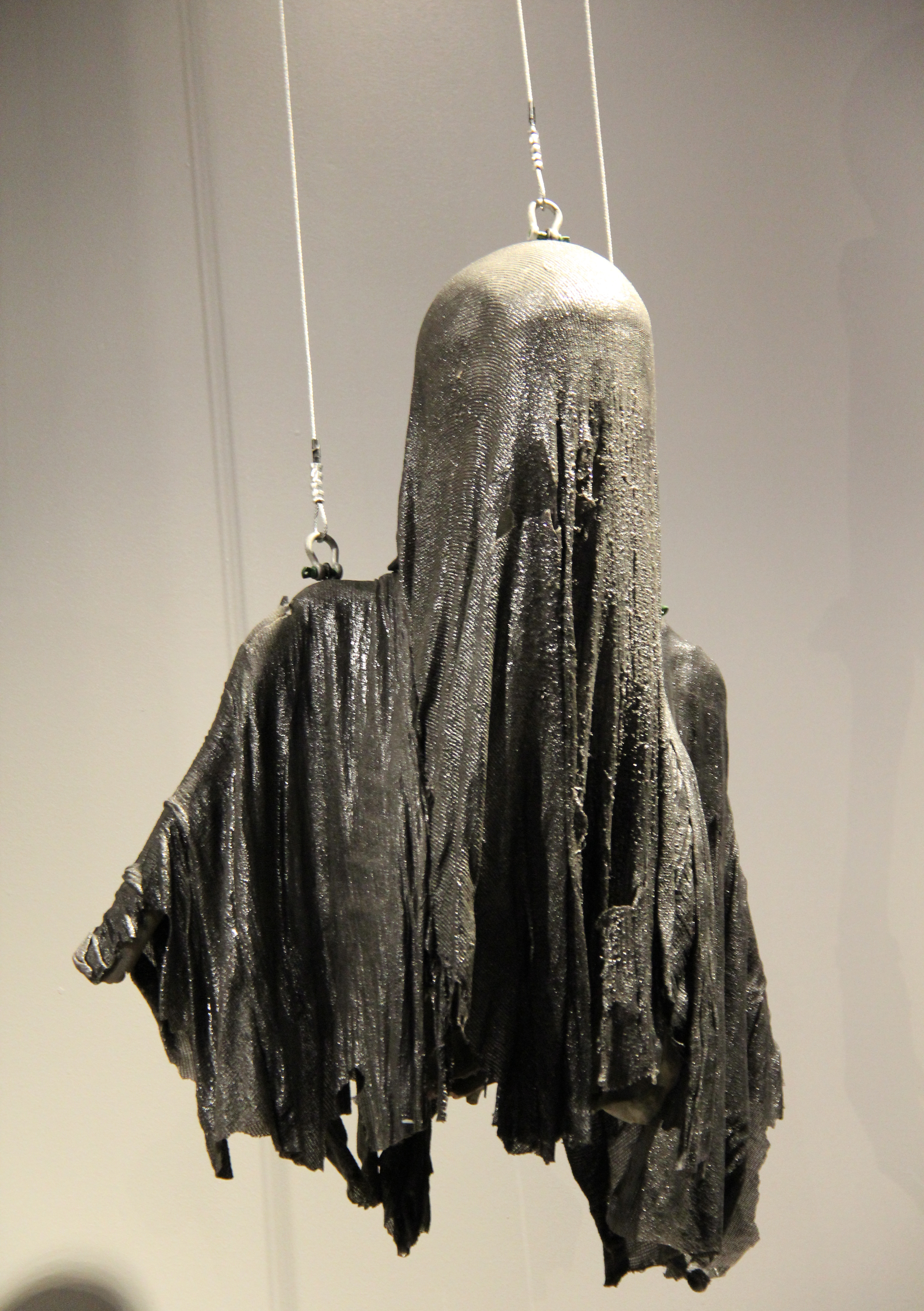
Dementadores são criaturas das trevas que se alimentam da felicidade humana

Em um julgamento exaltado conduzido pelo Ministro da Magia, Cornélio Fudge, Harry consegue ser inocentado das acusações de usar a magia fora da escola por ter sido uma situação extrema com risco de morte. Já no retorno a Hogwarts, Harry e seus amigos descobrem que Dolores Umbridge, até então subsecretária sênior do Ministro da Magia e que havia sido jurada em seu julgamento, foi designada como a nova professora de Defesa Contra as Artes das Trevas em cumprimento a um Decreto Educacional do Ministério, demonstrando assim que o Ministério estaria interferindo na Escola.
Umbridge institui um regime de ensino teórico e passivo, pois como mais tarde é descoberto por Harry, ela e o Ministério acreditavam que Dumbledore estivesse organizando um exército para derrubar Fudge e assumir o controle do Ministério. As desavenças entre ela e Harry começam já na primeira aula e Harry recebe um castigo violento por sua rebeldia: É obrigado a escrever "Eu não devo contar mentiras" com uma caneta que corta a pele de sua mão e usa seu sangue como tinta. Como reação ao autoritarismo de Umbridge, Harry, Rony e Hermione formam um grupo de estudos de Defesa Contra as Artes das Trevas, a Armada de Dumbledore. Esse grupo, que incluía alunos da Grifinória, Lufa-Lufa e Corvinal se reunia na Sala Precisa para praticar feitiços de proteção sob orientação de Harry.
Harry, que se vê frustrado pelo autoritarismo de Umbridge e pelo distanciamento absoluto de Dumbledore, tem sonhos frequentes com um corredor e uma porta que sentia já ter visto antes, mas que não conseguia se lembrar aonde. Certa noite dormindo, às vésperas das férias de Natal, Harry tem uma visão vívida da cobra de Voldemort, Nagini, atacando o Sr. Weasley, pai de Rony, no mesmo corredor de seus sonhos misteriosos. Harry alerta a professora Minerva McGonagall, que o leva a sala do diretor, juntamente com Rony e os irmãos. Dumbledore entra em ação e o Sr. Weasley é resgatado e levado ao Hospital St. Mungus. Harry, que se sente ignorado por Dumbledore durante todo essa ocasião, sente uma vontade repentina de atacá-lo quando seus olhares se encontram no momento em que ele e os amigos estão tomando uma Chave de Portal para o Largo Grimmauld. Ao retornar para a escola, Harry começa a tomar aulas de Oclumência (arte mágica de defesa da mente contra possíveis invasões ou interferências mágicas) com o professor Severo Snape por ordem de Dumbledore.
Perto da Páscoa, Marieta Edgecombe trai a Armada de Dumbledore e conta para Umbridge tudo sobre as reuniões do grupo, o que ativa uma azaração lançada por Hermione para impedir a traição dos membros do grupo e desfigura o rosto da aluna da Corvinal. Apesar do aviso de Dobby, boa parte dos alunos do grupo são capturados, inclusive Harry, que é levado ao gabinete do diretor, onde estava a comitiva do Ministro da Magia, que tinha ido a escola para expulsar Harry por desobedecer o Decreto Educacional que proibia a reunião ou associação de alunos sem a permissão de Umbridge. Dumbledore assume a responsabilidade pelo grupo e recebe ordem de prisão de Fudge. Porém, quando os aurores que trouxera se aproximaram de Dumbledore para prendê-lo, o diretor nocateou-os a todos e foge. Umbridge se torna diretora por Decreto, mas não recebe apoio dos professores ou dos alunos (exceto os alunos da Sonserina).
No último dia dos exames, Harry tem uma visão de Sirius sendo torturado por Voldemort no Departamento de Mistérios. Ele tenta usar a lareira da sala de Umbridge para se comunicar com o padrinho e garantir que a visão que tivera era real. Monstro, que está na cozinha da casa de Sirius e recebe a mensagem de Harry, mente para o garoto confirmando que o padrinho tinha sido capturado. Nesse momento Umbridge captura Harry e seus amigos, com a ajuda de um grupo de alunos da Sonserina. Enganando Umbridge, Harry e Hermione a levam para a floresta, onde ela entra em conflito e é capturada pelos centauros.

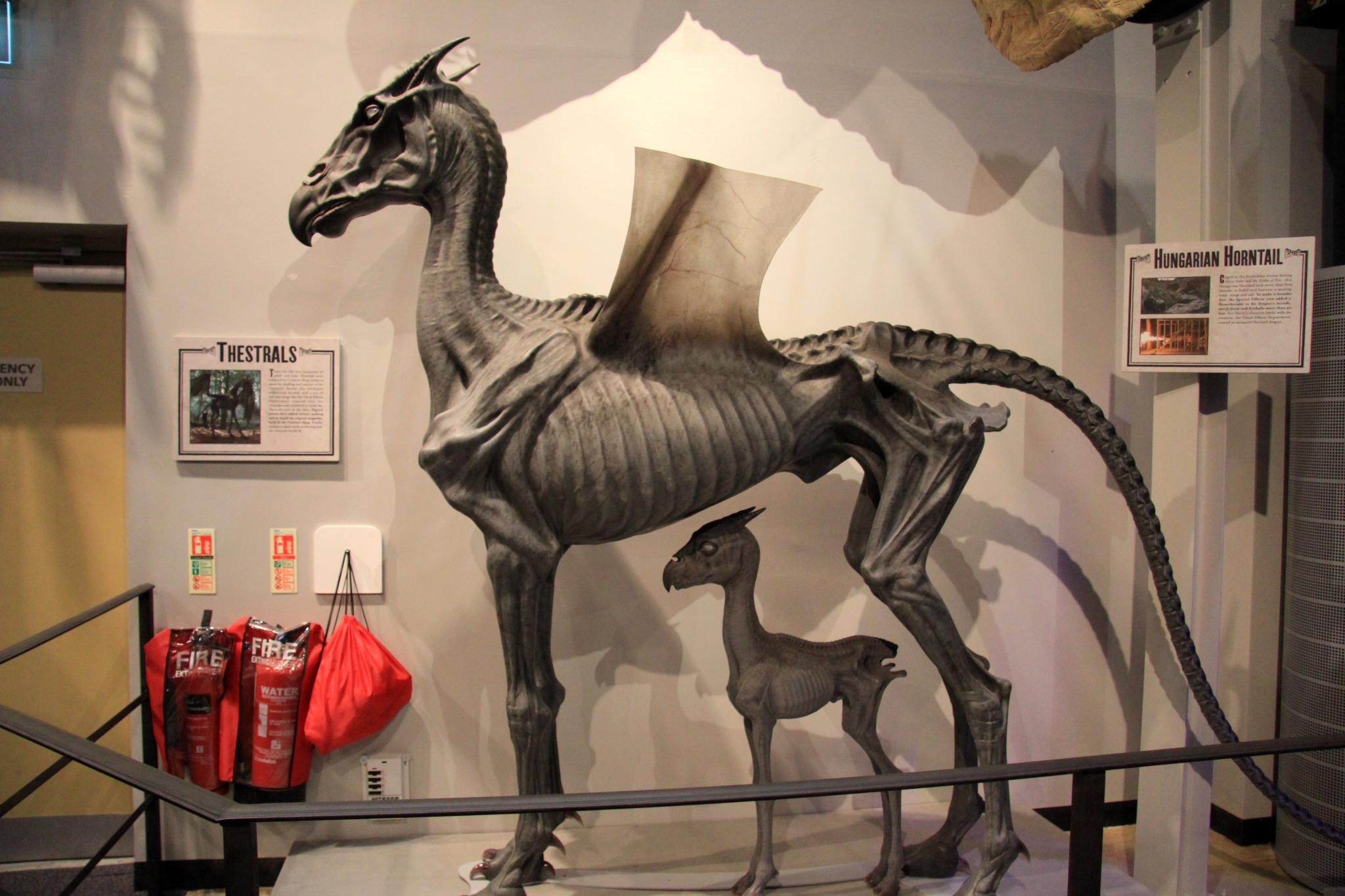
Testrálios são uma raça de cavalos alados esqueléticos visíveis apenas aqueles que já viram a morte

Fugindo da floresta, Harry e Hermione encontram Rony, Gina, Luna e Neville e os seis voam para o Ministério da Magia em testrálios para salvar Sirius. No Departamento de Mistérios, na Sala das Profecias, Harry descobre uma pequena esfera de vidro marcada com seu nome na prateleira. Então, de repente Harry e seus amigos se veem cercados pelos Comensais da Morte, percebendo enfim que a visão era falsa e tudo não passara de uma armadilha. Liderados por Lúcio Malfoy, os Comensais atacam os adolescentes para roubar a esfera, que é revelada como sendo uma profecia sobre o garoto e Voldemort e a arma que o Lorde buscara com tanto empenho. Os adolescentes dão combate enquanto fogem e um a um vão sendo avariados, até Harry ser acuado na Sala da Morte pelos Comensais. Nesse momento uma parte da Ordem da Fênix chega ao local e inicia-se um combate feroz. Dumbledore aparece logo depois e os Comensais fogem à sua chegada, mas são recapturados facilmente pelo bruxo. Sirius é morto pela prima Belatriz Lestrange, que foge do Departamento de Mistérios, mas é perseguida por Harry, que a alcança no Átrio e lança a Maldição Cruciatus nela. Voldemort, lendo a mente de Harry, percebe que seu plano fora frustrado e aparata no Átrio para matar Harry. No momento em que lança a maldição, Dumbledore aparece no local e desvia a maldição de Voldemort e inicia um duelo com o Lorde. Ao final do duelo, Voldemort possui Harry, na esperança de Dumbledore matar o garoto. Harry, sentido uma dor lancinante, pensa em Sirius e o amor pelo padrinho o preenche e Voldemort detém sua possessão, pois não conseguia suportar o contato com uma mente preenchida com amor. Antes de fugir, Voldemort é visto pelos aurores e pelo Ministro, que é então forçado a admitir o retorno do Lorde.
Retornando a Hogwarts, na sala do diretor, Dumbledore conta a Harry os detalhes e motivo do ataque de Voldemort em sua infância: uma profecia, feita antes do garoto nascer pela professora Sibila Trelawney para Dumbledore que predizia o nascimento de alguém que poderia derrotar o Lorde das Trevas. Sem conhecer o conteúdo completo da profecia, Voldemort decidira atacar Harry ainda bebê, pensando estar impedindo a profecia de ser concretizada. Dumbledore também explica porque deve voltar a casa dos tios ao menos uma vez por ano enquanto não completar 17 anos: O diretor lançara um feitiço protetor que usava o sacrifício da mãe de Harry, Líllian como um escudo contra Voldemort e que fora selado por sua tia Petúnia, única parente viva de Harry, ao aceitá-lo em sua casa.
| “                                             | Aquele com o poder de vencer o Lorde das Trevas se aproxima… nascido dos que o desafiaram três vezes, nascido ao terminar do sétimo mês… e o Lorde das Trevas o marcará como seu igual, mas ele terá um poder que o Lorde das Trevas desconhece… e um dos dois deverá morrer na mão do outro, pois nenhum poderá viver enquanto o outro sobreviver…aquele com o poder de vencer o Lorde das Trevas nascerá quando o sétimo mês terminar… | ” |
| — Sibila Trelawney para Alvo Dumbledore, 1979 | |   |

### Personagens principais

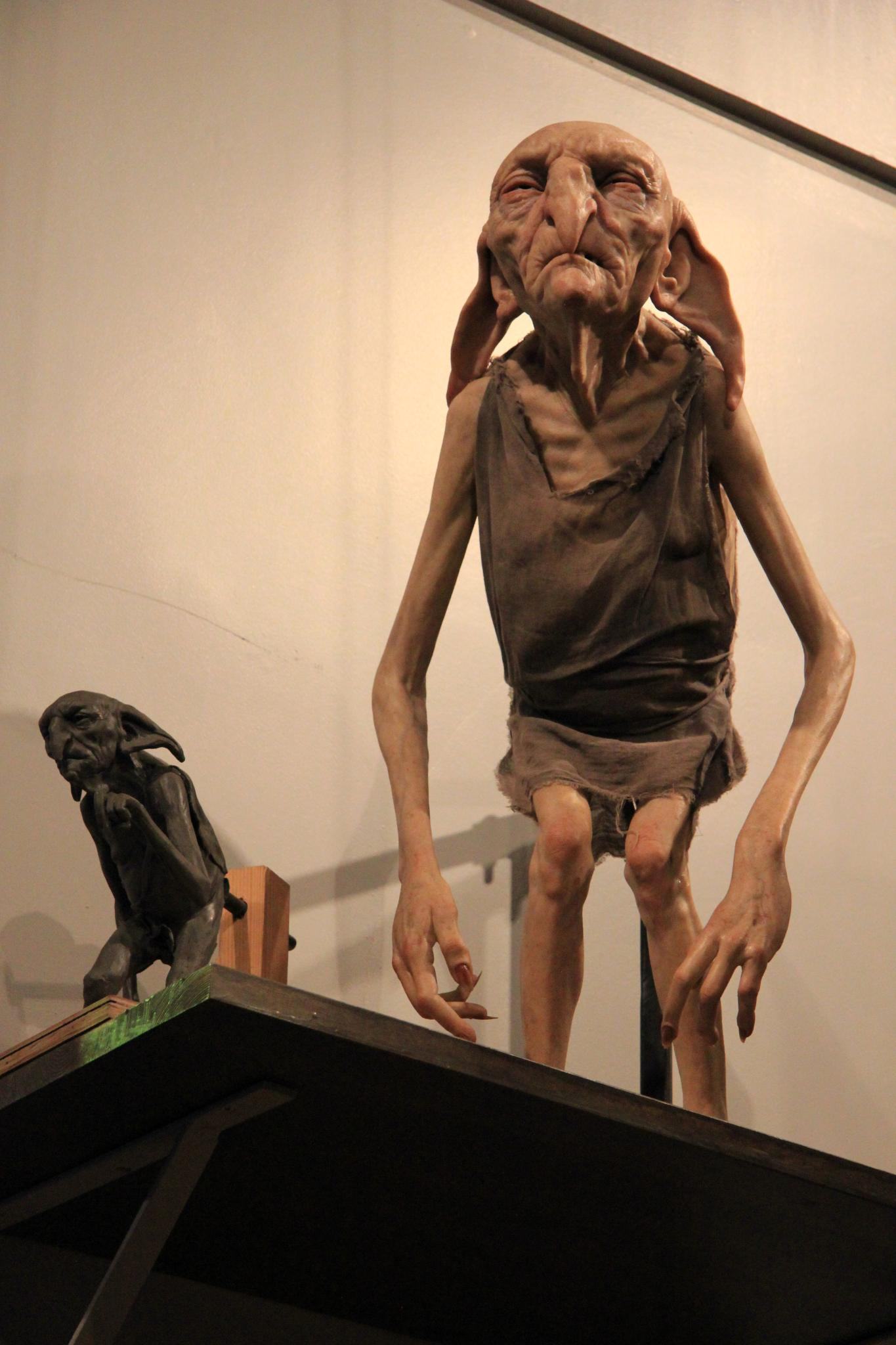
Representação de Monstro

- Harry Potter é o personagem principal do romance, que se tornou famoso por ter sobrevivido a um ataque de Lorde Voldemort quando era apenas um bebê. Ele é expulso de Hogwarts após usar o feitiço do Patrono fora da escola,[11] porém é readmitido brevemente. Harry é banido do quadribol por Umbridge após ter atacado Malfoy.[35] Começa a ter visões manipuladas por Voldemort, e, quando tem uma visão do bruxo torturando Sirius, ele vai ao Ministério da Magia e percebe que era uma armadilha, o que resulta na morte de Sirius.[19][26][30] Harry é descrito como "um garoto magricela, de cabelos pretos, com a aparência macilenta e meio doentia."[36]
- Rony Weasley é o melhor amigo de Harry e Hermione.[37] Rony vira monitor, juntamente com Hermione. Neste livro, prova sua lealdade a Harry em muitas situações, confrontando a todos que confrontam Harry. Rony vira goleiro do time de quadribol da Grifinória.[35]
- Hermione Granger é uma das protagonistas e melhor amiga de Harry e Rony.[37] É uma menina muito inteligente que possui um conhecimento abundante sobre magia.[38] Hermione se encontra mais madura, pensativa e perceptiva.[39] Junto com Harry e Rony, ela forma a Armada de Dumbledore.[18]
- Dolores Umbridge é a nova professora de Defesa Contra as Artes das Trevas.[15] Alta inquisidora do Ministro da Magia, vira diretora de Hogwarts após Dumbledore fugir.[40] Ela cria diversas regras rígidas e pune altamente quem as inflige. Uma das principais antagonistas da trama de A Ordem da Fênix, assume ter mandado dementadores para calar Harry e tenta usar uma das maldições imperdoáveis nele.[41] Ela é descrita como tendo "uma cara de sapo."
- Lorde Voldemort é o bruxo tenebroso que aterrorizou o mundo mágico na década de 1970 na Primeira Guerra Bruxa.[42] Ninguém, além de Harry, Dumbledore e seus fiéis, acredita que ele tenha realmente voltado.[14] Voldemort começa a criar visões na cabeça de Harry, o que leva o garoto para uma armadilha.[19][26] Ele luta com Dumbledore e tenta possuir Harry, porém não consegue.[33] Foge novamente após ser visto por Fudge e diversos aurores.[34]
- Alvo Dumbledore, um homem alto, magro, que usa óculos meia-lua, tem cabelos prateados e uma barba que enfia dentro de seu cinto,[43] é o diretor de Hogwarts. Passa grande parte do livro ignorando e isolando Harry.[44] Ele é obrigado a fugir de Hogwarts após ser responsabilizado pela Armada de Dumbledore.[40]
- Sirius Black é padrinho de Harry e era o melhor amigo de Tiago e Lílian Potter. Ele é um dos membros da Ordem da Fênix. É morto por Belatriz Lestrange, sua prima, após uma luta dos membros da Ordem com Comensais da Morte.[31] Sirius é um animago, podendo se transformar em um grande cão preto.[45]
- Rúbeo Hagrid é o professor de Trato das Criaturas Mágicas.[46] Ele parte para uma missão e volta junto com Grope, seu meio-irmão gigante, e o mantém na floresta.[47] Umbridge tenta expulsá-lo de Hogwarts mandando um grupo de aurores a sua casa, porém, como Dumbledore, ele foge, deixando Grope aos cuidados de Harry, Rony e Hermione.[48]
- Severo Snape é o professor de Poções de Harry. Quando Harry começar a entrar na mente de Lorde Voldemort, Snape fica encarregado, por Dumbledore, a ensinar Oclumência para Harry, afim de evitar que o Lorde das Trevas entre na mente de Harry, porém Harry falha nas aulas de Oclumência e Voldemort coloca uma imagem falsa do seu Padrinho Sirius sendo torturado. Em sua última aula com Snape, Harry vê que seu pai e os amigos, faziam Bullying com Snape na época quem estudavam em Hogwarts.

## Desenvolvimento

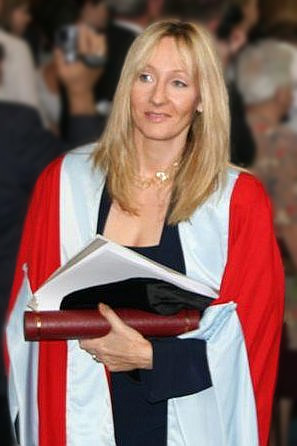
J. K. Rowling, a autora da série

Harry Potter e a Ordem da Fênix é o quinto livro da série Harry Potter. O primeiro, Harry Potter e a Pedra Filosofal, foi primeiramente publicado pela Bloomsbury em 26 de junho de 1997; o segundo, Harry Potter e a Câmara Secreta, em 2 de julho de 1998; o terceiro, Harry Potter e o Prisioneiro de Azkaban, em 8 de julho de 1999; e o quarto, Harry Potter e o Cálice de Fogo, em 8 de julho de 2000. A Ordem da Fênix é consideravelmente o maior livro da série. Em uma entrevista ao The Leaky Cauldron, Rowling disse que o volume é "muito longo", porém, explica que "uma das razões de Fênix ser tão longo é que tive que mover muito Harry de lugares... e levava tempo para levá-lo até esses lugares e tirá-lo de lá." Em outra entrevista, a autora disse que o livro poderia ter sido mais curto e que estava ficando sem tempo e energia enquanto tentava terminá-lo. Devido ao fato de que Rowling levou um espaço de tempo de três anos para lançar o quinto romance de Harry Potter, cogitou-se que a escritora estava sofrendo uma crise relacionada à “falta de inspiração”. Ela, porém, negou os boatos, dizendo apenas que diminuiu o seu ritmo de trabalho para que pudesse se dedicar mais aos filhos.
Rowling contou que tentou usar um capítulo semelhante ao primeiro de Harry Potter e o Enigma do Príncipe neste livro, porém não conseguiu encaixar do jeito que queria, então acabou descartando-o. A autora disse que A Ordem da Fênix é, junto com Harry Potter e as Relíquias da Morte, um livro muito importante para o desenvolvimento do conhecimento de Harry em relação a sua mãe. Rowling declarou que reescreveu a cena da morte do personagem Sirius Black algumas vezes e que ficou muito triste por tê-la escrito. Ela ainda acrescentou que a morte não foi arbitrária: "Harry precisa seguir sozinho, e muito apoio torna seu trabalho fácil.”

## Publicação e recepção

### Lançamento
Harry Potter e a Ordem da Fênix foi lançado simultaneamente no Reino Unido e nos Estados Unidos no dia 21 de junho de 2003. No Brasil, teve sua data de lançamento em novembro de 2003, e em Portugal no dia 25 de outubro do mesmo ano. O romance teve uma impressão inicial de quase sete milhões de cópias somente nos Estados Unidos, das quais cinco milhões foram vendidas em um período de 24 horas. Como a série já era um fenômeno mundial, o livro quebrou recordes de pré-vendas, com milhares de pessoas em filas do lado de fora de livrarias no dia 20 de junho, um dia antes do lançamento, para garantir suas cópias à meia-noite. Apesar da segurança, milhares de cópias foram roubadas de um armazém em Earlestown, Merseyside, no dia 15 de abril de 2003.
Um funcionário da empresa Clays, responsável pela impressão dos livros na Inglaterra, roubou dois exemplares e tentou vendê-los ao jornal The Sun. O livro foi recebido pelo periódico, porém nada foi publicado, exceto fotos das primeiras páginas (que possuem apenas o nome do livro e o brasão de Hogwarts), e de um repórter lendo o romance. O Daily News conseguiu uma cópia do livro cerca de cinco dias antes do lançamento, e publicou importantes informações sobre o volume, como o nome de alguns dos novos personagens. Consequentemente, Rowling apresentou um processo de 100 milhões de dólares contra o tabloide.
O romance é dedicado a Jessica, filha de Rowling e Jorge Arantes, seu primeiro marido, ao atual marido da autora, Neil Murray, e a seu filho David.
| “                      | Para Neil, Jessica e David, que transformam o meu mundo em magia. | ” |
| — Dedicatória do livro |                                                                   |   |

### Recepção da crítica
Harry Potter e a Ordem da Fênix recebeu avaliações geralmente positivas. Em uma crítica ao The New York Times, John Leonard elogiou o romance, dizendo: "A Ordem da Fênix começa devagar, reúne velocidade e depois dá uma manobra, com cambalhotas, para sua conclusão frenética... O quanto mais Harry cresce, melhor Rowling fica." Porém, ele também crítica o "mesmo Malfoy de sempre" e o previsível Lorde Voldemort, alegando que "cada romance precisa de um vilão secundário, como a Inquisidora Umbridge". A Kirkus Reviews disse que Rowling "mostra sua habilidade de criar personagens simpáticos e genuinamente assustadores". Eles alegam que o volume foi "construído como O Cálice de Fogo" e acrescenta que os personagens, "enquanto vivem diversas aventuras, dão um passo próximo da maturidade." Para a The Horn Book Magazine, Martha V. Parravano deu uma crítica positiva, afirmando que "[o romance] é o melhor da série desde Azkaban, e de longe melhor que o turgido Cálice de Fogo." Ela diz que este é um dos mais agressivos, porém acrescenta que "A Ordem da Fênix não pode ser batido." Uma avaliação da Publishers Weekly alegou que "Rowling favorece o desenvolvimento psicológico dos personagens", principalmente do protagonista, quando "explora os efeitos da queda de Harry da popularidade." Cida Azevedo, do Plano Crítico, afirma que o livro é "um pouco decepcionante para quem esperava muita ação após o retorno d’Aquele-Que-Não-Deve-Ser-Nomeado. Porém, é preciso dizer que, apesar de um pouco cansativo às vezes, o livro é bastante coerente dentro da proposta da autora."
O The Guardian comparou Alvo Dumbledore com Aslan, de As Crônicas de Nárnia, e Gandalf, de O Senhor dos Anéis, dizendo que eles desempenham um papel de "pai ideal" na trama. Porém, eles diferenciam as obras de Rowling com as Tolkien e Lewis, dizendo que os livros de Harry Potter contém explicações para muitas perguntas que vem a surgir, enquanto os outros "tiveram que conviver no desmantelamento de seus próprios mundos mágicos." Na mesma crítica, o livro é classificado como "não tão extraordinário". Todd Leopold, o CNN, classifica A Ordem da Fênix como mais denso, por conter mais personagens e por ser mais complexo. Ele alega que o livro "começa a ficar sem vapor antes da batalha" e aponta que a batalha é "a cena mais mal construída do livro." Porém, ele acrescenta que "se tem algo que vale a pena, é Harry Potter. Os livros enraízam crianças, emaranham adultos, e são cheios de sagacidade, sabedoria e maravilhas."

### Prêmios e indicações
Em 2003, o romance ganhou o Booklist Editor's Choice na categoria de Livros Infantis, e um British Book Awards na categoria de Melhor Livro. Em 2004, Harry Potter e a Ordem da Fênix ganhou um WH Smith People's Choice Book Awards, um ALA Notable Book e uma Medalha de Ouro de Oppenheim Toy Portfolio.

### Vendas
Harry Potter e a Ordem da Fênix foi um exito de vendas, tornando-se o produto mais pedido por comércio eletrônico da Amazon.com em 2003, com 1,3 milhões de vendas ao redor do mundo. Foi vendido mais de 6,8 milhões de cópias nos Estados Unidos e Canadá, e 3,2 milhões na Inglaterra nas primeiras 24 horas. No Reino Unido, o livro bateu o recorde de exemplares de lançamento, com 13 milhões de cópias. Virtualmente, se venderam mais de um milhão de cópias em sua pré-venda. A própria Bloomsbury anunciou que quase duas milhões de cópias foram vendidas nas primeiras 24 horas. O Royal Mail entregou 500 mil cópias em vans extras no primeiro sábado após o lançamento do livro. Até o final da primeira semana do lançamento do livro, era esperado que Rowling recebesse 30 milhões de libras esterlinas pelas vendas.
A Tesco vendeu uma média de 220 cópias por minuto nas primeiras 24 horas, enquanto a WHSmith estimou as vendas do livro em oito cópias por segundo e a Barnes and Noble aproximadamente 80 cópias por segundo. Um porta-voz da Tesco disse que o livro vendeu 317 400 cópias em 24 horas, mais do quíntuplo de cópias comparado ao seu antecessor, Harry Potter e o Cálice de Fogo, que vendeu 42 mil exemplares. Um representante da WHSmith disse: "Nós previmos que iria ser grande, mas esse é o livro mais vendido que já tivemos." Philip Bell, gerente da Blackwells em Oxford, disse que estava esperando vender cerca de mil cópias no sábado, o mesmo valor que a versão em capa dura do quarto livro de Harry Potter vendeu em seu primeiro ano: "Isso pegou a gente de surpresa. Pensamos que venderíamos mil cópias pelo menos na primeira semana. Eu estive no ramo por 18 anos e nunca vi algo como isso. É absolutamente impressionante."

## Temas
Lana Whited diz que o tema de discriminação é ampliado em Harry Potter e a Ordem da Fênix no contexto da campanha de Hermione a favor dos elfos domésticos. Ela afirma que a forma que Rowling apresenta a escravidão dos elfos é complexa, e que "sua atitude sobre a situação deles é ambígua," e acrescenta que "Dumbledore não parece incomodado com a escravidão" das criaturas. Roni Natov comenta sobre o tratamento do tema de escravidão e como os personagens lidam com tal: "Embora Harry tenha liberto Dobby,... somente Hermione entende a opressão dos elfos-domésticos, o jeito em que eles trabalham para seus mestres, ajoelhando e limpando, sem remuneração." Farah Mendlesohn chama Winky de uma personagem "obscuramente feliz". Ela argumenta que a campanha de Hermione "é enfraquecida a cada passo, com argumentos diretamente ligados ao sul do antebellum americano," e acrescenta que a própria Hermione é "inconsistente em indiciar o sistema de elfos domésticos."
O preconceito é algo, também, bastante explorado no livro. Quando recebe uma manta de Hermione no Natal, Monstro, o elfo doméstico da família Black, recusa o presente por tê-lo recebido de uma nascida trouxa. Durante muitas passagens do livro é retratada a intolerância do elfo, como por exemplo quando Harry, Hermione e Rony o conhecem, ele difama a garota por ter nascido de pais trouxas, chamando-a de "sangue-ruim". O preconceito racial também está presente na personagem Dolores Umbridge, que apresenta ódio contra meio-humanos. Rowling declarou que Umbridge foi inspirada em uma pessoa real que "não gostava intensamente". A autora não revelou a identidade do indivíduo, e disse que tal não compartilhava o sadismo e preconceito de Umbridge. O abuso de poder para atender à interesses e necessidades pessoais também são contidos na caracterização de Umbridge.
É afirmado no livro A Study Guide for J.K. Rowling's Harry Potter and the Order of the Phoenix que a busca pelo conhecimento é um dos maiores temas do livro. Na obra, é apontado diversas situações importantes em que a curiosidade e a busca de informações desenvolvem o personagem de Harry, como quando ele começa a procurar vestígios e informações sobre a reaparição de Voldemort e sobre seu próprio passado, que envolvia o bruxo as trevas.

## Adaptações

### Filme

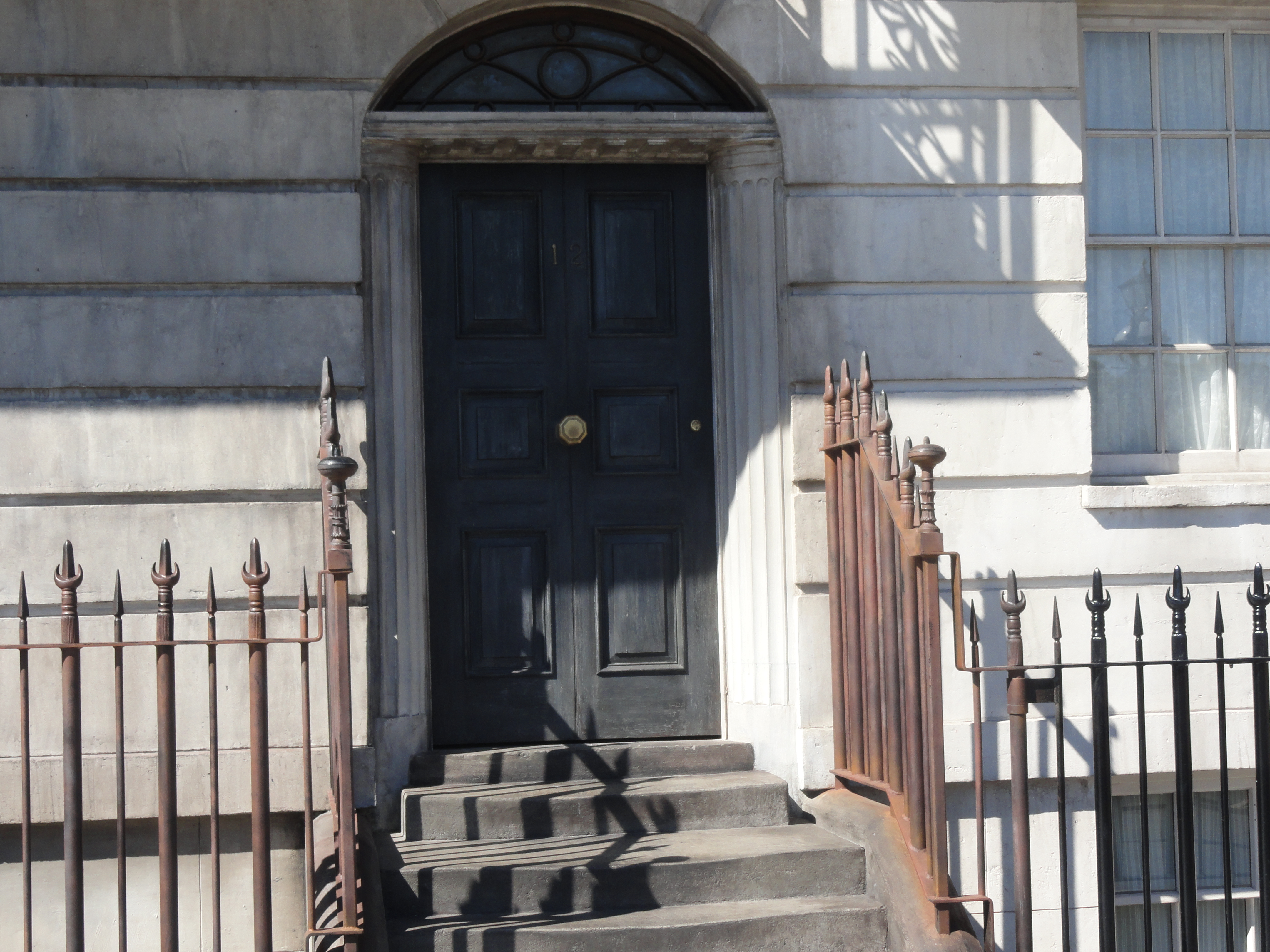
Frente do Largo Grimmauld, número 12

Sob a direção de David Yates, a versão cinematográfica de Harry Potter e a Ordem da Fênix estreou no dia 11 de julho de 2007. A produção foi liderada por David Heyman e o roteiro escrito pelo estadunidense Michael Goldenberg. A autora exigiu que o elenco principal fosse de nacionalidade britânica, mas foi permitida a participação de alguns atores irlandeses, como Michael Gambon, que retratou Alvo Dumbledore a partir do terceiro longa.[carece de fontes?] Os atores que interpretaram os personagens principais nos filmes anteriores continuaram a atuar no quinto. Helena Bonham Carter, Imelda Staunton, Evanna Lynch e Katie Leung foram adicionadas ao elenco, interpretando, respectivamente, os papéis de Belatriz Lestrange, Dolores Umbridge, Luna Lovegood e Cho Chang.
O filme debutou em primeiro lugar na lista de filmes de maior bilheteria. A receita total do longa foi de 939 885 929 dólares, tornando-se o segundo filme de maior bilheteria do ano de 2007, atrás de Piratas do Caribe: No Fim do Mundo e na frente de Homem-Aranha 3,  O filme recebeu duas indicações ao British Academy Film Awards nas categorias de Melhor Direção de Arte, perdendo para Desejo e Reparação, e Melhores Efeitos Visuais, perdendo para A Bússola de Ouro. Segundo o website estadunidense Metacritic, a versão cinematográfica recebeu "críticas favoráveis", dando uma pontuação de 71%, enquanto outro agregador, o Rotten Tomatoes, deu uma pontuação de 78%.

### Jogos eletrônicos
Livremente baseados no romance, os jogos foram lançados entre junho e agosto de 2007. Com exceção da versão feita para Game Boy Advance, todos foram lançados depois da estreia do filme. Todos foram distribuídos pela Electronic Arts, porém produzidos por diferentes empresas.[carece de fontes?]
Para as plataformas PC, Mac OS X, Xbox, Wii, PlayStation 2 e 3, Game Boy Advance, PlayStation Portable o jogo foi produzido e lançado pela Electronic Arts. Ao mesmo tempo, a Visual Impact o desenvolveu para o console Nintendo DS. A trilha sonora do jogo foi gravada pela Orquestra Philharmonia e Pinewood Singers no estúdio AIR, escrita por Jeremy Soule e conduzida por Allan Wilson. A canção "Hedwig's Theme", escrita por John Williams, foi adicionada ao jogo.[carece de fontes?]
| Desenvolvedor   | Data de lançamento   | Plataforma        | Gênero        | Game Rankings | Metacritic | Notas                        |
| --------------- | -------------------- | ----------------- | ------------- | ------------- | ---------- | ---------------------------- |
| Electronic Arts | 25 de junho de 2007  | Microsoft Windows | Ação-aventura | 63.25%        | 63/100     |                              |
| Electronic Arts | 25 de junho de 2007  | Xbox 360          | Ação-aventura | 68.98%        | 68/100     |                              |
| Electronic Arts | 25 de junho de 2007  | Wii               | Ação-aventura | 70.50%        | 69/100     |                              |
| Electronic Arts | 25 de junho de 2007  | PlayStation 2     | Ação-aventura | 65.29%        | 61/100     |                              |
| Electronic Arts | 25 de junho de 2007  | PlayStation 3     | Ação-aventura | 67.03%        | 67/100     |                              |
| Electronic Arts | 25 de junho de 2007  | PSP               | Ação-aventura | 57.33%        | 52/100     |                              |
| Electronic Arts | 10 de julho de 2007  | Game Boy Advance  | Ação-aventura | 50.33%        | 50/100     |                              |
| Electronic Arts | 17 de agosto de 2007 | Mac OS X          | Ação-aventura | —             | —          | Portado da versão do Windows |
| Visual Impact   | 25 de junho de 2007  | DS                | Ação-aventura | 49.88%        | 51/100     |                              |

### Audiolivro
O livro, assim como todos os romances da série, foi publicado no formato de audiolivro em sua língua original. A versão distribuída na Grã-Bretanha conta com a voz do ator Stephen Fry, enquanto na versão dos Estados Unidos a história foi contada por Jim Dale. No Brasil, foram lançados audiolivros somente para os dois primeiros livros da série, narrados por Jorge Rebelo.